# Torres Costa Victoria
Las Torres Costa Victoria son tres edificios gemelos ubicados en Acapulco, Estado de Guerrero, en el sur de México. Se localizan en el último tramo que conforma la Avenida Costera Miguel Alemán dentro en la zona conocida como Icacos, junto a la Base Naval de Acapulco.
Para ser más exactos, se convirtieron en uno de los edificios más altos de Acapulco desde el año 2002 y en unas de las más altas del sur de México.

## La forma
- Miden 106 metros de altura, su uso es exclusivamente residencial.
- Cuenta con un total de 9 elevadores (ascensores), que son de alta velocidad, se mueven a una velocidad de 6,5 metros por segundo.

## Detalles importantes
- La construcción fue iniciada en 2000 con una inversión de 50 millones de dólares y fueron terminadas en 2002. El diseño estuvo a cargo de Procomex.
- Cuenta con 150 departamentos de lujo.
- Las torres están ancladas a 45 metros de profundidad con 60 pilotes de concreto y acero, los materiales de construcción que se utilizaron en las torres fueron: hormigón, concreto armado, vidrio en la mayor parte de su estructura, las torres pueden soportar un terremoto de 8.0 en la escala de Richter.
- Son consideradas edificios inteligentes, debido al sistema llamado B3 que controla la luz al igual que, Oceanic 2000, Torre Coral.

## Datos clave Torre 3000
- Altura- 106 metros.
- Espacio de habitaciones - 30 000 m³.
- Pisos- 28 pisos.
- Condición: 	En uso
- Rango:
  - En México: 148.º lugar, 2011: 170.º lugar
  - En Acapulco: 13.er lugar
  - En el Sur de México: 13.er

## Datos clave Torre 2000
- Altura- 106 metros.
- Espacio de habitaciones - 30,100 m³.
- Pisos- 28 pisos.
- Condición: 	En uso
- Rango:
  - En México: 149.º lugar, 2011: 171.º lugar
  - En Acapulco:14.º lugar
  - En el Sur de México: 14.º lugar

## Datos clave Torre 1000
- Altura- 106 metros.
- Espacio de habitaciones - 30,100 m³.
- Pisos- 28 pisos.
- Condición: 	En uso
- Rango:
  - En México: 150.º lugar, 2011: 172.º lugar
  - En Acapulco: 15.º lugar
  - En el Sur de México: 15.º lugar